# Kościół św. Wojciecha i klasztor Benedyktynek w Mińsku
Kościół św. Wojciecha i klasztor Benedyktynek w Mińsku (biał. Касцёл Святога Войцеха і кляштар бенедыкцінак) – rzymskokatolicki zespół klasztorny w Mińsku należący pierwotnie do zakonu benedyktynek, założony w pierwszej połowie XVII wieku, odebrany zakonowi po powstaniu styczniowym i przekazany mniszkom prawosławnym w 1871 roku. Klasztor zburzono w latach trzydziestych XX wieku, były kościół zniszczono w 1964 roku. Zachowały się jedynie fundamenty świątyni. Obecnie w tym miejscu znajduje się Prokuratura Generalna Białorusi.

## Źródła do badań nad klasztorem i kościołem Benedyktynek
Dokumentacja dotycząca klasztoru benedyktynek mińskich nie zachowała się w całości. Część ich archiwum znajduje się poza granicami Białorusi. Najstarszy zachowany dokument, datowany na rok 1633, jest w posiadaniu Rosyjskiego Państwowego Archiwum Historycznego w Petersburgu. Narodowe Historyczne Archiwum Białorusi dysponuje dokumentacją z lat 1668–1793, która dotyczy spraw majątkowych, fundacyjnych, finansowych i granicznych. Przetrwały również sprawozdania rewizyjne z lat 1796–1840, zawierające dokładne opisy budynków zakonnych i spraw finansowych, oraz akta dotyczące sprawy przebudowy klasztoru na monaster prawosławny.
Podstawowym źródłem pisanym, które zawiera informacje na temat funkcjonowania zakonu benedyktynek w Mińsku w XVII wieku, jest pochodząca z przełomu XVII i XVIII wieku notatka Początek i fundusz kościoła i klasztoru benedyktynek w mieście Mińsku. Dokument nie zawiera daty i podpisu. Wiadomości, jakie przekazuje, zdaniem historyków, są niedokładne. Prawdopodobnie dokumentacja benedyktynek mińskich z pierwszej połowy XVII wieku uległa zniszczeniu na skutek wojny polsko-moskiewskiej. Autor rękopisu nie mógł więc korzystać z dokumentów pochodzących sprzed wojny, stąd jego notatka zawiera błędy, na przykład założenie klasztoru w Mińsku datuje na rok 1622, a nie 1633, o czym wiadomo z innych źródeł pisanych. Początek i fundusz… zawiera natomiast inne cenne dane, na przykład stwierdza, iż benedyktynki przybyły do Mińska nie tylko z pobliskiego Nieświeża, lecz także z Chełma. Duży nacisk w dokumencie został położony na działalność rodziny Chodkiewiczów na rzecz klasztoru w okresie przed wojną z Moskwą oraz na rolę ksieni Katarzyny Scholastyki w drugiej połowie XVII wieku, dzięki której został postawiony murowany klasztor.
Źródła pisane z XVIII wieku dotyczą głównie spraw finansowych zakonu. Z dokumentu drugiej połowy XVIII wieku wiadomo, że w latach osiemdziesiątych nastąpiła przebudowa kościoła według projektu Tomasza Romanowskiego (oskarżono go potem o położenie zbyt słabych fundamentów). Od 1796 roku do połowy XIX wieku źródła pisane wzmiankujące o klasztorze zawierają dokładne informacje, ponieważ w tym okresie odbywały się regularne wizytacje.
Źródła ikonograficzne są skąpe, nie zachowały się plany i projekty budowlane, niewiele jest rysunków i fotografii. Najwcześniejszym tego typu dokumentem jest rysunek autorstwa architekta Tadeusza Kramera z 1800 roku z Atlasu guberni mińskiej, przedstawiający fasady kościoła i klasztoru Benedyktynek. Najstarsza fotografia przedstawiająca kościół pochodzi z 1870 roku. Odkryta została przez Nadzieję Sauczankę. Przedstawia kościół na rok przed przebudową go na cerkiew. Kilka zdjęć z przełomu XIX i XX wieku przechowywanych jest w zbiorach Narodowego Muzeum Historii i Kultury Białorusi. Najnowsze zdjęcie pochodzi z pierwszych lat po drugiej wojnie światowej.
Jedyne badania archeologiczne na obszarze, gdzie stały kościół i klasztor benedyktynek mińskich, zostały przeprowadzone w 1978 roku przez Zianona Pazniaka i Walancina Sobala. Dokonano dokładnych pomiarów architektoniczno-archeologicznych w południowo-zachodniej  podziemnej części kościoła. Prace wykopaliskowe zostały przerwane na skutek decyzji ówczesnych władz o przekazaniu placu pod budowę Generalnej Prokuratury Białoruskiej SRR. Na skutek budowy urzędu na początku lat osiemdziesiątych została zniszczona większa część podziemnych konstrukcji kościoła.
W oparciu o źródła ikonograficzne (rysunek z 1800 roku oraz zdjęcia), topograficzne (plany Mińska z lat powojennych) oraz wyniki badań archeologicznych z końca lat siedemdziesiątych architekt Ludmiła Iwanowa stworzyła makietę przedstawiającą zespół klasztorny z przełomu XVIII i XIX wieku.

## Położenie
Kościół mieścił się przy ulicy Zborowej. Ulokowany był na niewielkim górzystym placu w pobliżu starej Kalwarii, obok miejsca, gdzie w połowie XVII wieku znajdował się na wpół zniszczony zbór kalwiński (wybudowany pod koniec XVI wieku). Zgodnie z planem miasta z 1790 roku świątynia główną fasadą skierowana była na północny zachód.

## Historia

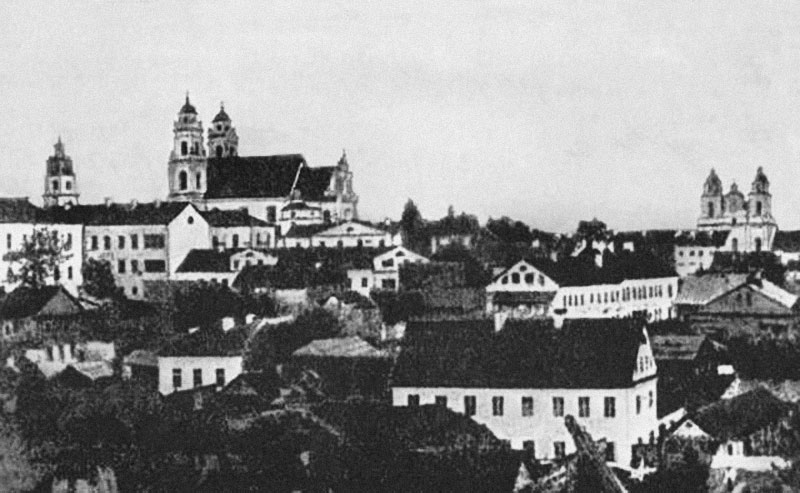
Wysoki Rynek w Mińsku, po prawej stronie – kościół św. Wojciecha

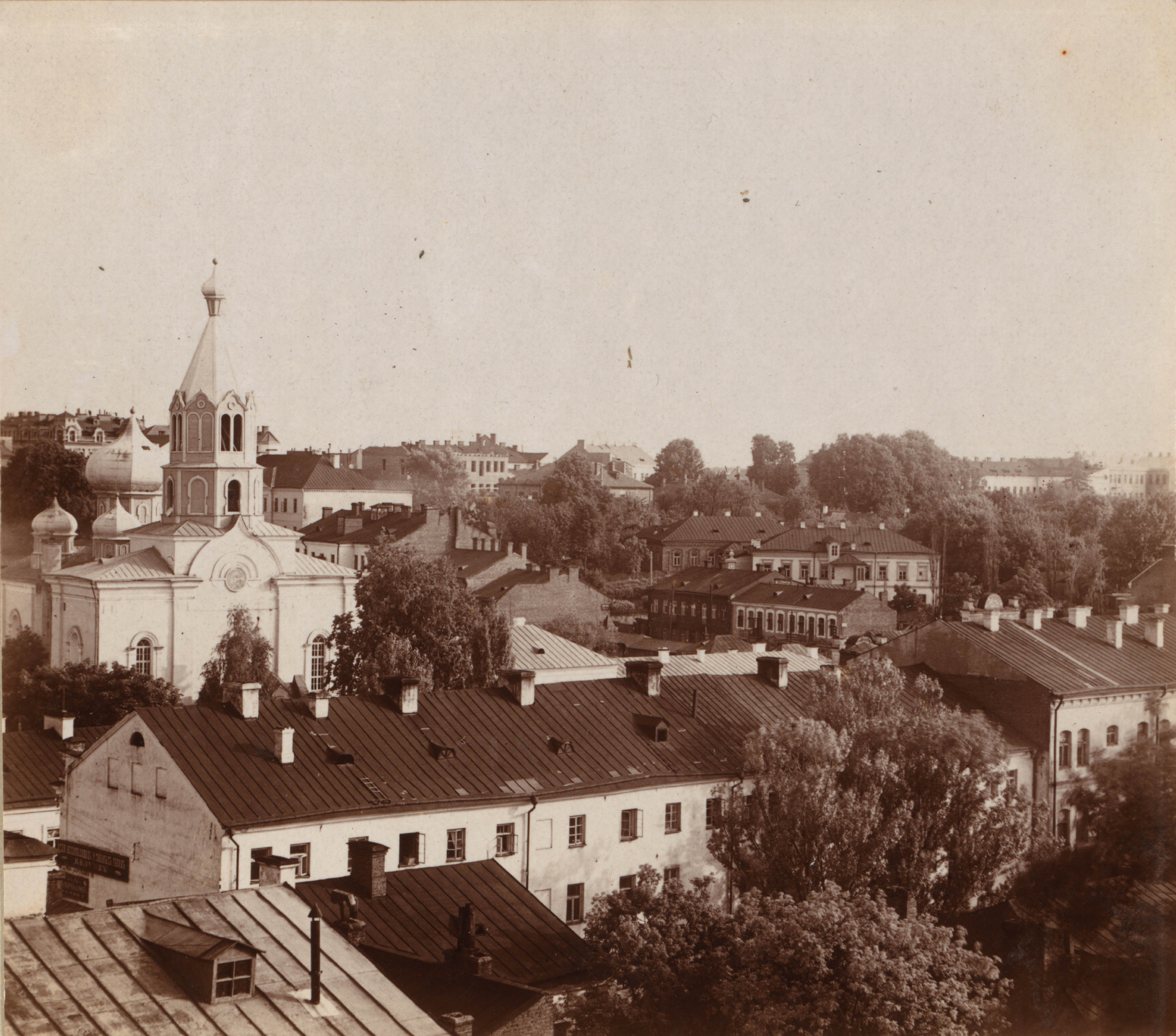
Kościół św. Wojciecha (po lewej stronie) po przebudowie na cerkiew prawosławną

Klasztor zakonu benedyktynek został wymieniony w czterech dokumentach fundacyjnych (z lat 1630, 1631, 1632 oraz z 4 maja 1633 roku) księdza Wojciecha Sielawy, kanonika wileńskiego, proboszcza drewieńskiego i nieświeskiego. Fundacja została potwierdzona przez króla Władysława IV Wazę 14 lipca 1633 roku. W 1632 roku Wojciech Sielawa nabył dwa domy przy ulicy Zborowej i przekazał je zakonnicom reguły św. Benedykta, które przybyły do Mińska z Nieświeża. Na placu zlecił postawienie drewnianego kościoła. Świątynia została ukończona w 1633 roku. Kościół otrzymał wezwanie św. Wojciecha, biskupa i męczennika. Pod koniec lat czterdziestych XVII wieku, dzięki fundacji (20 tys. polskich złotych) Krzysztofa Chodkiewicza i jego żony Zofii, księżniczki Druckiej Horskiej, został wzniesiony murowany kościół. Autorem pierwszego projektu był Andreas Kromer, który zobowiązał się zbudować kościół w ciągu trzech lat, jednak nie wywiązał się z umowy z powodu wybuchu wojny polsko-moskiewskiej 1654–1967. Podczas konfliktu drewniane budowle klasztorne zostały spalone, a niedokończona murowana świątynia splądrowana. Dzięki staraniom ksieni Katarzyny Scholastyki Świrskiej w latach siedemdziesiątych XVII wieku rozpoczęto budowę niewielkiego murowanego klasztoru w miejsce zniszczonego drewnianego. W 1682 roku cały zespół klasztorny został poddany rekonstrukcji i rozbudowie, która była możliwa dzięki nowym fundacjom i powiększeniu posiadłości benedyktynek. Pod koniec XVII wieku plac należący do zakonnic wynosił już około 100 włók (ok. 1795,5 ha). Budowę kościoła i klasztoru zakończono w 1690 roku. Nowa murowana świątynia została konsekrowana przez Mikołaja Słupskiego, biskupa gracjanopolitańskiego, archidiakona wileńskiego. W latach osiemdziesiątych XVIII wieku dokonano przebudowy w stylu późnobarokowym według projektu Tomasza Romanowskiego.
Po włączeniu Mińska do Imperium Rosyjskiego w 1793 roku kościół i klasztor nadal funkcjonowały. Według dokumentów rewizyjnych z 1799 roku kościół miał jedną całą wieżę pokrytą blachą i zwieńczoną żelaznym krzyżem, druga zaś była zniszczona na skutek uderzenia pioruna i tymczasowo była pokryta gontem. Ignacy Borejko Chodźko na początku XIX wieku przekazał informacje o tym, że pierwszy biskup powołanej w 1798 roku diecezji mińskiej, Jakub Ignacy Dederko, zlecił na początku swych rządów odnowienie wież na kościele św. Wojciecha. Według Chodźki budowę zakończono w 1803 roku. W 1800 rozparcelowano ogrody klasztorne pod budowę nowej ulicy Felicjańskiej, zmniejszając tym samym posiadłość klasztoru o południowo-zachodnią jej część.
W 1866 roku, po powstaniu styczniowym, władze carskie zdecydowały o zamknięciu kościoła. Klasztor funkcjonował jeszcze przez kilka lat. Przybyły do niego zakonnice z kilku innych skasowanych klasztorów diecezji mińskiej. Na początku 1871 roku benedyktynki wywieziono do Kimbarówki pod Mozyrzem (do klasztoru cysterek). 20 września 1871 roku podpisano ukaz o likwidacji klasztoru mińskiego. Dwanaście mniszek mińskich postanowiono skierować do klasztoru w Nieświeżu, dokąd przybyły już 30 października tegoż roku. Następnie, po ostatecznej likwidacji klasztoru nieświeskiego, benedyktynki mińskie ulokowano w klasztorze słonimskim.
Kościół św. Wojciecha i klasztor w 1871 roku przekazano Cerkwi prawosławnej. Dziekan nadniemeński wystosował pismo do władz rosyjskich z prośbą o umożliwienie zabrania ołtarzy, obrazów i majątku ruchomego benedyktynek do kościoła św. Trójcy na Złotej Górce w Mińsku oraz do świątyni w Świerżeniu. Organy zostały sprzedane zborowi kalwińskiemu w Kojdanowie. Klasztor benedyktynek został przekształcony na żeński monaster prawosławny Przemienienia Pańskiego. Rok później rozpoczęto przebudowę zespołu klasztornego. Autorem projektu przebudowy był architekt mińskiej eparchii prawosławnej, Siergiej Iwanow. Projekt nie zachował się, jednak z kosztorysu wiadomo, że zaplanowano zburzenie wież i frontonu oraz zastąpienie zniszczonego dachu i krokwi nową konstrukcją, która umożliwiała dobudowanie pięciu bań i drewnianej, pokrytej blachą, trzykondygnacyjnej dzwonnicy w kształcie namiotu. Prace budowlane zakończono w 1873 roku. Ulicę Zborową po przekazaniu klasztoru przemianowano na Prieobrażenską.
Po zajęciu Mińska przez wojska polskie we wrześniu 1919 roku kościół zwrócono katolikom (działał jako kościół seminaryjny). Przez krótki okres mieściło się tu również przeniesione z klasztoru dominikańskiego seminarium duchowne odnowionej w 1917 roku diecezji mińskiej. W wyniku podpisania w 1921 roku traktatu ryskiego Mińsk znalazł się w granicach ZSRR, a kościół ponownie przekształcono w cerkiew. Działalności klasztoru nie wznowiono. W latach trzydziestych XX wieku w budynku byłego kościoła benedyktynek urządzono klub, a klasztor zburzono. W okresie II wojny światowej okupanci niemieccy pozwolili na odprawianie liturgii w byłym kościele. Po zakończeniu wojny kościół został zamknięty przez władze radzieckie. W 1964 roku świątynia pobenedyktyńska została zburzona. W jego miejsce wzniesiono gmach prokuratury.

## Uposażenie klasztoru i kościoła
Pierwszą fundację dla benedyktynek zatwierdził biskup wileński, Abraham Woyna. 14 lipca 1633 roku król Władysław IV Waza wydał przywilej, którym poświadczył prawomocność funduszu. Według dokumentu zakonnice otrzymały od księdza Wojciecha Sielawy odkupione przezeń od Samuela Druckiego-Horskiego i Aleksandra Sokolińskiego dwa domy z przybudówkami, placami, ogrodami i polem, kościół św. Wojciecha oraz od Elżbiety Radzimińskiej, żony Zygmunta Naruszewicza, majątek Piotrowskie warty 5000 złotych. W 1671 roku, po zakończeniu wojny z Moskwą, Marcybella z Rahozów zapisała na rzecz benedyktynek folwark Kołki w powiecie mozyrskim.
W 1830 roku miała miejsce wizytacja metropolity mohylewskiego, Kacpra Kazimierza Cieciszowskiego. Na podstawie dokumentacji rewizyjnej Ignacy Borejko Chodźko opisał w 1845 roku majątek klasztorny. Uposażenie klasztoru benedyktynek mińskich składało się z nieruchomości i kapitału. Łączny obszar nieruchomości wynosił 93 włóki, 25 mórg, 29 prętów (ok. 1685,3 ha). Na ziemi należącej do zakonnic znajdowały się trzy karczmy i jeden młyn. Łączna liczba majątków wynosiła 3 folwarki, 8 wsi, 94 chaty zamieszkane przez włościan, 8 domów czynszowych i 3 ogrodowe. Na nieruchomości składały się:
- plac w Mińsku, który zapisał zakonnicom ksiądz Wojciech Sielawa 14 grudnia 1633 roku;
- folwark Kodki w powiecie rzeczyckim, przekazany przez Marcybellę z Rahozów Zentkowiczową 14 grudnia 1661 roku;
- wieś funduszowa benedyktynek orszańskich Borodzin, którą przekazał benedyktynkom mińskim Mikolaj Słupski, biskup gracjanopolitański, po zrujnowaniu klasztoru w Orszy. Akt przekazania zatwierdził biskup wileński Mikołaj Stefan Pac.
- domy włościańskie z przywiązanymi do nich powinnościami we wsi Zwirblach w powiecie brasławskim guberni wileńskiej. Nieruchomości zostały przekazane benedyktynkom na mocy wyroku sądu dzielczego nad funduszami Łopacińskiego, starosty mścisławskiego, w zamian za sumę należną klasztorowi. Po 1812 roku osada Zwirblach została zniszczona, podczas wizyty metropolity w 1830 roku do dokumentacji podano tylko dwa domy zamieszkane przez włościan;
- wieś Leonowicze w powiecie ihumeńskim, przekazana benedyktynkom przez sąd dzielczy nad należącą do rodu Oskierków majętnością Szacka.

Kapitał benedyktynek mińskich stanowiły:
- suma zapisana przez księdza Wojciecha Sielawę. W 1830 roku kapitał ten wynosił  24115 rubli srebrnych, dzięki udzielaniu kredytów i późniejszym zapisom;
- mniej pewne kapitały w wysokości 15333 rubli srebrnych i 75 kopiejek.

Roczny dochód klasztoru w 1830 roku wynosił 3124 rubli srebrnych i 8,5 kopiejki.
W 1841 roku w Cesarstwie Rosyjskim miała miejsce reforma sekularyzacyjna. Ukaz z 25 września 1841 roku orzekał, że wszelki majątek nieruchomy należący do duchowieństwa w zachodnich prowincjach Rosji winien pójść w administrację dóbr państwowych. Diecezje, konsystorze podzielono na klasy, klasztory zaś na rzeczywiste (etatowe) i nadliczbowe. Klasztor benedyktynek mińskich został zaliczony do klasy pierwszej. Zakonnice otrzymały uposażenie roczne w wysokości 2765 rubli srebrnych, kawałek ziemi i posługę włościańską.

## Architektura

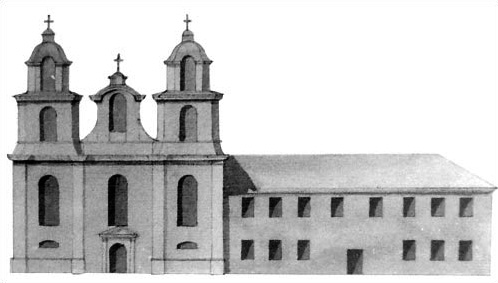
Kościół św. Wojciecha i klasztor Benedyktynek według atlasu guberni mińskiej (1800)

### Kościół
1 grudnia 1647 roku wojewoda wileński Krzysztof Chodkiewicz i jego żona Zofia, księżniczka Drucka Horska, spisali kontrakt z mistrzem Andreasem Kromerem, który podjął się wybudować dla benedyktynek murowany kościół (dokument ten znajduje się obecnie w archiwum na Wawelu w Krakowie). Zgodnie z zawartą umową Kromer zobowiązał się do stworzenia projektu kościoła, nadzoru nad pracami budowlanymi, miał zadbać o materiały i zatrudnić wybranych spośród własnych czeladników robotników. Kontrakt dokładnie określił wymiary nowej świątyni, jej cechy architektoniczne i konstrukcję. Długość budynku od drzwi wejściowych do prezbiterium wynosić miała 10 sążni (ok. 17,87 m), szerokość – 6 sążni (ok. 10,722 m). W jednej linii z prezbiterium miało zostać ulokowane oratorium o powierzchni 4 sążni kwadratowych (ok. 12,77 m²). Po bokach – dwie kwadratowe zakrystie o powierzchni 9 sążni kwadratowych (28,74 m²). W oknach zakrystii miały zostać zamontowane żelazne kraty. Chór nad babińcem wynosić miał 4 sążnie (ok. 7,15 m) długości i 11 sążni (ok. 19,66 m) szerokości. W podziemiach przewidywano zbudowanie jedenastu piwnic, zaopatrzonych w okratowane okna. Cały budynek miał zostać otynkowany i pobielony. Wysokość świątyni od ziemi zgodnie z umową wynosiła 22 łokci (ok. 12,98 m) wysokości. Dach miał zostać wykonany z drewna i pokryty dachówką. Po bokach nad chórem zaplanowano wzniesienie dwóch kryzowanych wież o wysokości równej z dachem, miały zostać zwieńczone pozłacanymi krzyżami i pokryte zieloną blachą.
Zachował się rysunek z 1800 roku, który przedstawia budynek kościoła o wyważonych proporcjach. Świątynia została zbudowana w stylu barokowym. Prawdopodobnie na skutek rekonstrukcji i przebudowy w drugiej połowie XVIII wieku kościół przybrał skromniejszy kształt. Kościół był jednonawowy, posiadał dwie wieże i zamykającą prezbiterium trzyboczną apsydę. Świątynia miała dwuspadowy pokryty dachówką dach, niższy nad prezbiterium. Fasadą główną kościół był zwrócony do ulicy, fronton miał zakrzywiony kształt. Po bokach fasady mieściły się dwie wysokie trzykondygnacyjne wieże-dzwonnice z kopułami pokrytymi blachą. Na wieżach znajdowały się trzy dzwony. Kondygnacje wież rozdzielał profilowany gzyms. Fasady boczne miały płaskie pilastry i gzymsy. Według dokumentów rewizyjnych z 1830 roku długość budynku wynosiła 70 łokci (ok. 41,3 m), szerokość i wysokość do sklepienia zaś 20 łokci (ok. 11,8 m).
Pod koniec XIX wieku kościół został zamieniony na cerkiew i przebudowany w stylu eklektycznym.
W kościele znajdowało się pięć dwukondygnacyjnych drewnianych snycersko zdobionych ołtarzy. W dolnej części ołtarzu głównego, nad cyborium, był umieszczony obraz Najświętszej Marii Panny z Jezusem na rękach, w górnej zaś obraz św. Wojciecha, nad nim, przy stropie, mieściła się figura Chrystusa Ukrzyżowanego. Obraz Matki Bożej został namalowany na płótnie, posiadał srebrną pozłoconą sukienką ozdobioną rubinami. Po lewej stronie od ołtarza głównego w kierunku drzwi wejściowych znajdowały się ołtarze boczne poświęcone Tadeuszowi Apostołowi oraz św. Benedyktowi i św. Scholastyce. Po prawej stronie od prezbiterium w stronę wyjścia ulokowane były ołtarze Świętej Rodziny i Niepokalanego Poczęcia Najświętszej Marii Panny. Według XIX-wiecznego opisu kościół posiadał:

…kilka obrazów starych mistrzów włoskich i kilka nowszych dobrego pendzla, zakrystya obficie zaopatrzona w ubiór i sprzęty do służby bożej, były tu mianowicie nader kosztowne ornaty starsze i nowsze przez zakonnice wyrabiane.

Z murowanej zakrystii prowadziło odrębne wejście do kościoła. Naprzeciwko niej, w prezbiterium, mieściło się opatrzone kratą oratorium dla zakonnic. W bocznej ścianie kościoła znajdowały się drzwi prowadzące do klasztoru. Do ścian bocznych przylegały galerie. Podłogę w prezbiterium pokrywały płytki z czarnego marmuru, w pozostałej części kościoła podłoga była ceglana. Chór zakonny z organami mieścił się nad wejściem do kościoła. Organy zostały zbudowane na 10 głosów.

### Klasztor
Do zachodniej ściany kościoła w prostej linii przylegał piętrowy budynek klasztorny otoczony ogródkiem i oddzielony od ulicy murem. Powierzchnia, jaką zajmował klasztor wraz z przylegającymi budowlami i ogrodem, wynosiła 73,5 trzyarszynowych sążni (ok. 131,34 m) długości oraz 59 1/6 (ok. 105,74 m) szerokości. Posiadłość należąca do benedyktynek została zmniejszona na początku XIX wieku na skutek zmiany przebiegu ulicy Felicjańskiej, która stanowiła granicę ziemi klasztornej. Obszar należący do benedyktynek był otoczony murem, w którym było kilka bram.
Klasztor był piętrowy, zbudowany został na planie prostokąta. Budynek został pokryty dwuspadzistym dachem, który z jednej strony dołączał do ściany południowej wieży kościoła św. Wojciecha. Budynek miał dwa symetryczne rzędy prostokątnych okien. Na parterze mieścił się refektarz, kuchnia, piekarnia, kilka cel zakonnych, schowek i kilka pomieszczeń użytkowych. Klasztor posiadał w sumie 15 cel zakonnych. Do ich ogrzewania został zbudowany system ocieplenia: wewnątrz ścian od pieców były umieszczone ceramiczne kaloryfery. Klasztor posiadał własną bibliotekę, której zasób według danych z 1830 roku wynosił 24 księgi. Pod budynkiem klasztornym znajdowała się piwnica. Przy jego murach została dobudowana drewniana oficyna z kuchnią, kapelania (mieszkanie dla kapłana) oraz inne pomieszczenia użytkowe.
W pobliżu klasztoru, na południowy wschód, mieściły się wolno stojące drewniane zabudowania gospodarcze: dwie oficyny, spichlerz, stajnia, trzy obory i duży gmach z komorami. Według inwentaryzacji z 1804 roku w klasztornym sadzie rosło 150 drzew. Obok sadu mieścił się ogród, który w 1796 roku sięgał do miejskiego wału. Przy klasztorze istniał ogrodzony murem z jedną bramą cmentarz.

## Struktury osobowe
Według dokumentacji z wizytacji metropolity Kacpra Cieciszowskiego w 1830 roku w klasztorze przebywało 78 osób:
- 26 duchownych − ksieni, 18 urzędniczek i konsekrantek i 7 profesek;
- 29 świeckich – 6 dziewcząt wychowujących się za opłatą w szkole klasztornej, 12 przebywających na utrzymaniu funduszowym i 11 rezydentek;
- 23 osoby pełniące posługę przy klasztorze – 5 szlachcianek, 16 dziewczyn poddanych i 2 parobków.

Oprócz ćwiczeń duchownych i nabożeństw, zakonnice były zobowiązane do uczestnictwa w liturgiach obligacyjnych:
- w niedzielę – msza konwentualna z suplikacją (śpiewem chóralnym);
- w poniedziałek – liturgia za dusze Krzysztofa i Zofii Chodkiewiczów;
- w środę – za dusze Wojciecha Sielawy i Zofii Zienkowiczowej,
- w sobotę – za dusze Zuzanny i Heleny Stetkiewiczówien, Zuzanny Nowodworskiej i Katarzyny Druczykowskiej.
- w każdym roku – cztery anniwersarze (doroczne wspomnienie) za dusze fundatorów i dobroczyńców[18].